# Miralda scopulorum
Miralda scopulorum är en snäckart. Miralda scopulorum ingår i släktet Miralda och familjen Pyramidellidae. Inga underarter finns listade i Catalogue of Life.